# Österreichische Hörspieltage
Die österreichischen Hörspieltage sind ein mehrtägiges Festival für zeitgenössische Hörspiel-, Radio- und Medienkunst, das einmal jährlich (zumeist im Mai oder Juni) stattfindet.

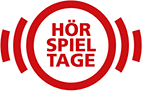

## Definition
Die Hörspieltage verstehen sich laut Eigendefinition als ein Forum für Hörspielautoren, Hörspielregisseure, Performer, Komponisten, Dramaturgen und Hörspielkritiker. Jedes Jahr werden bei dem Festival außergewöhnliche Hörspielproduktionen des vergangenen Jahres sowie neue Hörspieltexte und Medienkunstprojekte in Lesungen und Performances präsentiert.
Die Veranstaltung ist öffentlich zugänglich.

## Geschichte
Ins Leben gerufen wurden die Hörspieltage Anfang der neunzehnhundertsiebziger Jahre von dem Autor Jan Rys in Unterrabnitz im Burgenland, danach fanden sie auf Initiative des damaligen Literaturchefs des ORF-Landesstudios Burgenland Günter Unger in Rust statt. Nach einem Jahr Unterbrechung wurden sie von dem Autor Helmut Peschina weitergeführt, zuerst in Horn und danach in Berging bei Neulengbach in Niederösterreich. Peschina veranstaltete hier die Tagung sieben Jahre lang, bis der Schriftsteller und Dramatiker Robert Woelfl im Jahr 2012 die Leitung übernahm. In den Jahren 2018 und 2019 fanden die Hörspieltage in der Kulturfabrik Hainburg an der Donau statt. Nachdem sie 2020 aufgrund der Corona-Pandemie abgesagt werden mussten, finden die Hörspieltage nun seit dem Jahr 2021 im Literaturhaus Niederösterreich in Krems statt.

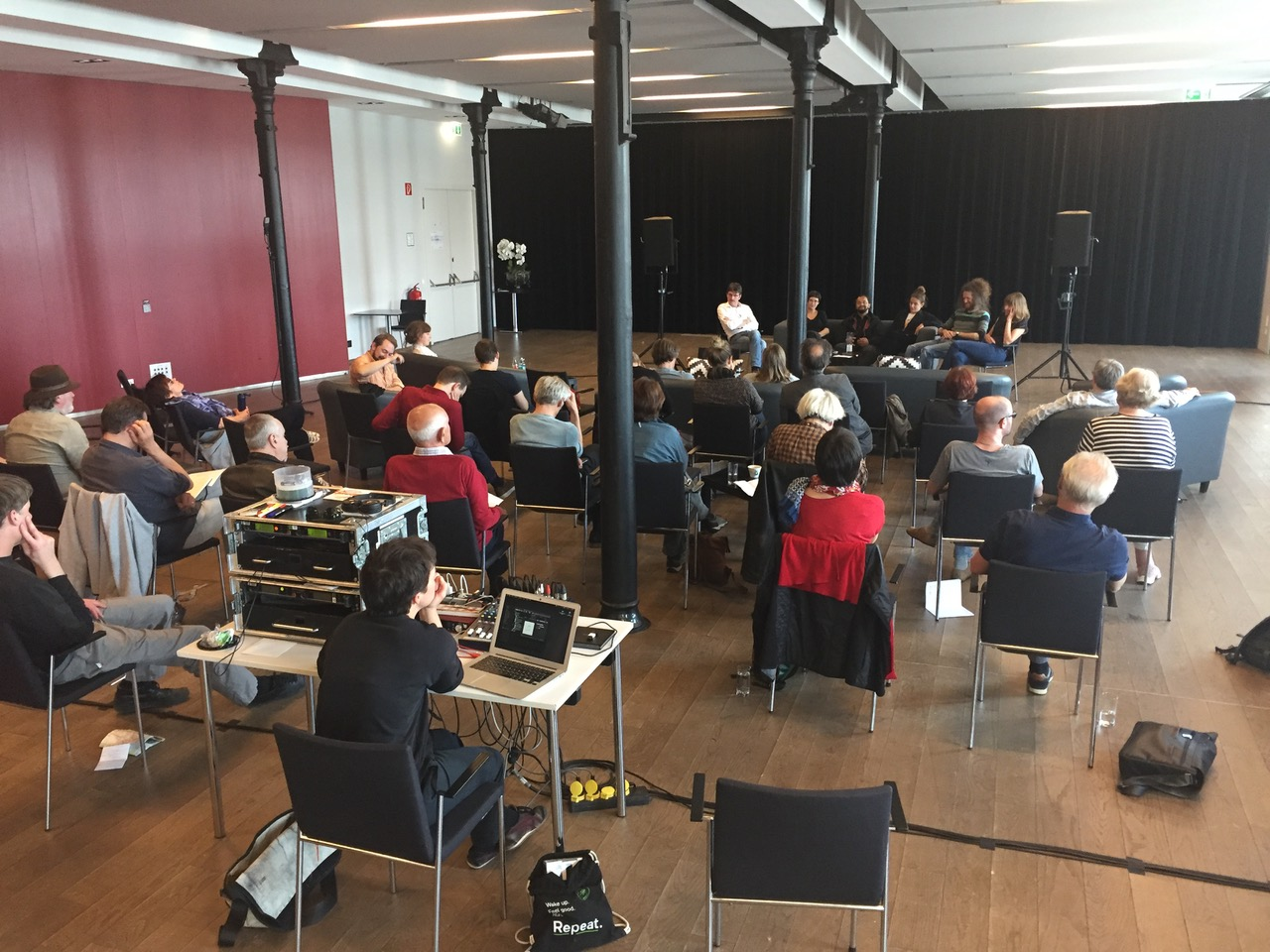
Bei den Hörspieltagen 2019

## Veranstalter
Der Veranstalter der Hörspieltage ist der Verband der Dramatiker und Dramatikerinnen mit dem Sitz bei der Literar-Mechana.